# Zelena Poleana, Arbuzînka
Zelena Poleana (în ucraineană Зелена Поляна) este un sat în comuna Sadove din raionul Arbuzînka, regiunea Mîkolaiiv, Ucraina.

## Demografie
Componența lingvistică a localității Zelena Poleana
     Ucraineană (91,54%)
     Rusă (8,46%)
Conform recensământului din 2001, majoritatea populației localității Zelena Poleana era vorbitoare de ucraineană (91,54%), existând în minoritate și vorbitori de rusă (8,46%).